# FLNC Canal habituel
Pour les articles homonymes, voir Front de libération nationale.
Le FLNC Canal habituel est un mouvement politique qui se réclamait du nationalisme corse et qui luttait clandestinement par la force armée. Il a existé de 1990 à 1996.
Il est issu du FLNC, de la branche du Mouvement pour l'autodétermination (MPA), créé en 1990.
En 1992, le MPA renonce à l'indépendance, le Canal Habituel maintient son activité.
La période de 1994 à 1996 a été très meurtrière en raison des règlements de compte avec le FLNC Canal historique.
En 1996, Alain Orsoni, dirigeant du MPA, s'enfuit en Amérique Latine et décrète avec ses bras droits, Gilbert Casanova et Antoine Niviaggioni, la dissolution du FLNC habituel.
Cette dissolution n'est pas acceptée par tous et les contestataires quittent le MPA pour fonder Corsica Viva et son bras armé, le FLNC du 5-Mai.